# Американска психологична асоциация
Американската психологична асоциация, съкратено АПА (на английски: American Psychological Association, APA), е професионална организация, представляваща психолозите в САЩ с около 150 000 членове и с годишен бюджет близо 70 млн. щатски долара. Американската психологична асоциация е често бъркана с Американската психиатрична асоциация, която също е представяна от акронима АПА (APA).

## Мисия
Мисията на АПА е за напредък в психологията:
- като наука и професия
- като средства за повишаване на здравето, образованието и човешкия успех, благоденствие чрез окуражаване на психологията и всички нейни клонове в най-широк и най-либерален смисъл;
- чрез повишаването на изследванията в мсихологията и подобрението на методите и условията за изследване;
- чрез подобрение на квалификациите и полезността на психолозите чрез високи стандарти на етика, поведение, образование и постижения;
- чрез установяването и поддържането на най-високи стандарти на професионална етика и поведение на членовете на организацията;
- чрез увеличаване и разпространение на знанието в психологията чрез срещи, професионални контакти, доклади, материали, дискусии и публикации;
- и по този начин за напредъка на научния интерес и изследване, и прилагането на научните открития за повишаване на здравето, образованието и общественото благоденствие.

## Публикации
АПА публикува 69 различни списания като Американски психолог, Психология на развитието и други.

### АПА стил
АПА стилът е стилова конвенция за списания, създадена от АПА, която има широка популярност.

## История
АПА е основана през 1892 г. в Университета Кларк от група от 26 души, като днес АПА има 56 подразделения и 60 щатски организации причислени към нея, както и различни провинциални канадски организации.
Заради преимуществото на клиничната психология в АПА от нея се отделят когнитивното американско Психосономично общество (1959) и изследователското Американско психологично общество (1988 г., а с това име от 2006 г.). Вътре в АПА с наука се занимава Научната дирекция.

## Президенти
- 1892 – Грандвил Стенли Хол
- 1893 – Джордж Тръмбул Лед
- 1894 – Уилям Джеймс
- 1895 – Джеймс Кетъл
- 1896 – Джордж Фулъртън
- 1897 – Джеймс Марк Болдуин
- 1898 – Хуго Мюнстерберг
- 1899 – Джон Дюи
- 1900 – Джоузеф Джастроу
- 1901 – Джосая Ройс
- 1902 – Едмънд Санфорд
- 1903 – Уилям Брайън
- 1904 – Уилям Джеймс
- 1905 – Мери Калкинс
- 1906 – Джеймс Роуланд Ейнджъл
- 1907 – Хенри Маршъл
- 1908 – Джордж Стратън
- 1909 – Чарлс Джъд
- 1910 – Уолтър Пилсбъри
- 1911 – Карл Сийшор
- 1912 – Едуард Торндайк
- 1913 – Хауърд Уорън
- 1914 – Робърт Удуърт
- 1915 – Джон Уотсън
- 1916 – Реймънд Додж
- 1917 – Робърт Йеркс
- 1918 – Джон Бейърд
- 1919 – Уолтър Дил Скот
- 1920 – Шепърд Франц
- 1921 – Маргарет Уошбърн
- 1922 – Найт Дънлоп
- 1923 – Люис Термън
- 1924 – Грандвил Стенли Хол
- 1925 – Мадисън Бентли
- 1926 – Харви Кар
- 1927 – Хари Холингуърт
- 1928 – Едуин Боринг
- 1929 – Карл Лашли
- 1930 – Хърбърт Лангфелд
- 1931 – Уолтър Хънтър
- 1932 – Уолтър Майлс
- 1933 – Луис Търстоун
- 1934 – Джоузеф Петерсън
- 1935 – Алберт Пофенбергер
- 1936 – Кларк Хъл
- 1937 – Едуард Толман
- 1938 – Джон Дешиъл
- 1939 – Гордън Олпорт
- 1940 – Леонърд Кармайкъл
- 1941 – Хърбърт Удроу
- 1942 – Калвин Стоун
- 1943 – Джон Андерсън
- 1944 – Гарднър Мърфи
- 1945 – Едуин Гътри
- 1946 – Хенри Гарет
- 1947 – Карл Роджърс
- 1948 – Доналд Маркиз
- 1949 – Ърнест Хилгард
- 1950 – Джой Гилфорд
- 1951 – Робърт Сиърс
- 1952 – Джоузеф Хънт
- 1953 – Лоурънс Шейфър
- 1954 – Орвал Моурър
- 1955 – Е. Лоуъл Кели
- 1956 – Теодор Нюкъмб
- 1957 – Ли Кронбах
- 1958 – Хари Харлоу
- 1959 – Волфганг Кьолер
- 1960 – Доналд Хеб
- 1961 – Нийл Милър
- 1962 – Пол Меел
- 1963 – Чарлз Е. Осгууд
- 1964 – Куин Макнемър
- 1965 – Джеръм Брунър
- 1966 – Никълъс Хобс
- 1967 – Гарднър Линдзи
- 1968 – Ейбрахам Маслоу
- 1969 – Джордж Милър
- 1970 – Джордж Алби
- 1971 – Кенет Кларк
- 1972 – Анн Анастаси
- 1973 – Леона Тайлър
- 1974 – Алберт Бандура
- 1975 – Доналд Кембъл
- 1976 – Уилбърт Маккийчи
- 1977 – Теодор Блау
- 1978 – Малън Смит
- 1979 – Никълъс Къмингс
- 1980 – Флорънс Денмарк
- 1981 – Джон Конгър
- 1982 – Уилям Бевън
- 1983 – Макс Сийгъл
- 1984 – Джанет Спенс
- 1985 – Робърт Перлоф
- 1986 – Логън Райт
- 1987 – Бони Стрикланд
- 1988 – Реймънд Фаулър
- 1989 – Джоузеф Матарацо
- 1990 – Стенли Греъм
- 1991 – Чарлс Спилбъргър
- 1992 – Джак Уигинс
- 1993 – Франк Фарли
- 1994 – Роналд Фокс
- 1995 – Робърт Ресник
- 1996 – Дороти Кантър
- 1997 – Норман Абелес
- 1998 – Мартин Селигман
- 1999 – Ричард Суин
- 2000 – Патрик Делеон
- 2001 – Норин Джонсън
- 2002 – Филип Зимбардо
- 2003 – Робърт Стърнбърг
- 2004 – Дайане Халпърн
- 2005 – Роналд Левант
- 2006 – Джералд Кучър
- 2007 – Шарън Брем
- 2008 – Алън Каздин
- 2009 – Джеймс Брай
- 2010 – Керъл Гудхарт
- 2011 – Мелба Васкез
- 2012 – Доналд Берсоф
- 2013 – Сюзън Джонсън
- 2014 – Надин Каслоу
- 2015 – Бари С. Антън
- 2016 – Сюзън Макданиел
- 2017 – Антонио Пуенте
- 2018 – Джесика Хендерсън Даниел
- 2019 – Роузи Филипс Дейвис
- 2020 – Сандра Шулман
- 2021 – Дженифър Кели
- 2022 – Франк Уоръл
- 2023 – Тема Брайънт
- 2024 – Синтия де лас Фуентес